# El Pao
El Pao ist ein Dorf im Bundesstaat Cojedes im Norden Venezuelas.
Es ist Hauptsitz des Bezirks (Municipio) El Pao, der eine geschätzte Bevölkerung von 14.507 Einwohnern hat.
Die Kirche San Juan Bautista ist eine der ältesten Kirchen Venezuelas, deren Ersterrichtung in das Jahr 1661 fällt. 
Der Río Pao, der als Namensgeber der Ansiedlung diente, fließt durch das Dorf. Die Wirtschaftsgrundlage der Region bildet hauptsächlich die Viehzucht.